# Ojciec i chrzestny
Ojciec i chrzestny (tytuł oryginalny: Gjoleka, djali i abazit, inny tytuł: Father and Godfather) – albański film fabularny z roku 2006 w reżyserii Dhimitra Anagnostiego.

## Opis fabuły
Pierwszy po 16-letniej przerwie film Dhimitra Anagnostiego. Akcja filmu rozgrywa się w latach 30. XX w. w małej wiosce albańskiej. W tej osadzie rytm życia wytyczają zasady prawa zwyczajowego, a jedynym oknem na świat jest praca przy budowie dróg, pod nadzorem Włochów. 
Do wsi powraca z długoletniej emigracji w USA Servet, przywożąc nieznane miejscowej ludności pomysły na życie i inspiracje. Pomysły Serveta chłonie z przejęciem 10-letni syn Abaza, Gjoleka. Chłopiec jest rozdarty pomiędzy autorytetem własnego ojca a pomysłami chrzestnego Serveta. Chłopiec pochłania opowieści Serveta, ale nie wie, jak wydostać się z rodzinnej wsi.

## Obsada
- Enxhi Agushi jako Gjoleka
- Artur Gorishti jako Abaz Gjika
- Mariana Kondi jako Alemja
- Zef Mosi jako nauczyciel
- Myzafer Ziflaj jako Servet
- Luljeta Bitri jako Neime
- Sheri Mita jako wujek
- Elsavet Prifti jako siostra Gjoleki
- Samanta Karavella jako narzeczona
- Valbona Imami jako tajemnicza kobieta
- Ilirian Aliu jako Javer
- Xhevdet Ferri jako kierowca ciężarówki
- Kristaq Skrami jako taksówkarz
- Artan Islami jako przyjaciel Abaza
- Gentian Azizi jako włoski inżynier
- Roza Anagnosti jako Marua
- Engjelush Vangjeli jako Bardhosh
- Merkur Bozgo jako hodża
- Rozeta Ferri
- Valentina Kita
- Tonin Ujka
- Robert Prifti